# Grischa Prömel

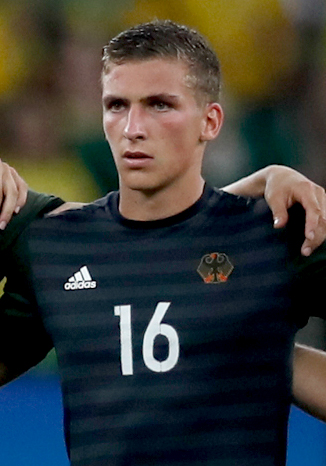
Grischa Prömel

Grischa Prömel, född 9 januari 1995 i Stuttgart, är en tysk fotbollsspelare.
Prömel blev olympisk silvermedaljör i fotboll vid sommarspelen 2016 i Rio de Janeiro.